# Au poste !
Au poste ! és una pel·lícula francesa de comèdia negra surrealista del 2018 escrita i dirigida per Quentin Dupieux. És protagonitzada per Benoît Poelvoorde i Grégoire Ludig, juntament amb Marc Fraize, Anaïs Demoustier, Philippe Duquesne i Orelsan, en una història que involucra un comissionat de policia i un sospitós en una sala d'interrogatoris. Aquesta és la primera pel·lícula de Dupieux rodada a França. El títol francès de la pel·lícula significa literalment "A la comissaria!".
La pel·lícula es va estrenar el 4 de juliol de 2018 als cinemes francesos per Diaphana Distribution i el 5 de març de 2021 als cinemes dels Estats Units per Dekanalog.. Va rebre ressenyes positives de la crítica.

## Argument
Durant els crèdits inicials, un home amb banyador dirigeix una orquestra de música clàssica en un clar. Veient els gendarmes a la llunyania, intenta fugir.
Finalment, és detingut i traslladat a comissaria. En un gran despatx, Buron, després d'haver mantingut una conversa telefònica, continua l'interrogant a l'home que estava assegut davant seu, anomenat Fugain, sense deixar-li fer una pausa per menjar. Considerat el principal sospitós, Fugain va descobrir un home banyat amb la seva sang fora de casa seva. Va escorcollar les butxaques del cadàver abans de demanar auxili, cosa que va sorprendre Buron que va insistir a reprendre l'interrogatori.
Buron surt uns moments a parlar amb el seu fill i aprofita per menjar-se un hot dog. Mentrestant, Philippe, un policia novell amb un sol ull, té l'encàrrec de supervisar Fugain. Philippe accepta entaular una conversa i vol ensenyar a Fugain el seu distintiu de policia. Ensopega amb un calaix obert i cau mort, el seu únic ull travessat per un quadrat que tenia a la mà. Fugain, en pànic, amaga el cos en un armari i esborra ràpidament els rastres de sang.
Buron torna i continua l'interrogatori. Segons el seu testimoni, la veïna de Fugain diu que el va veure sortir de casa set vegades durant la nit. Mirant l'armari, Fugain explica amb detall què va fer durant la nit. Buron l'escolta mentre fuma. Quan surt fum pel costat dret, explica que té un forat al pit.
Una mica més tard, la dona de Philippe li anuncia a Buron que està embarassada i que busca el seu marit. Fugain menteix i diu que va marxar per un mal de panxa. Com el seu marit, pren el costum de puntuar les seves frases amb "Per això", cosa que molesta a Buron.
Durant l'interrogatori, els records de Fugain es barregen amb la realitat. Veu Philippe, amb el quadrat plantat a l'ull, aparèixer en els seus records i interactuar amb ell. Una mica més tard, Fugain també veu la dona de Philippe. Li diu que es trobarà amb ella i el seu marit uns dies després durant el seu interrogatori i que Philippe morirà accidentalment.
Més tard, Fugain es queixa de tenir gana. En Buron, molest en veure que en Fugain es queixa, li diu que ell també va tenir molta gana durant tres dies quan el seu helicòpter es va estavellar en una illa deserta. Fugain veu en Buron a la platja, cosa que sorprèn en Buron, sense veure res. Acaba regalant a Fugain una ostra que li ha portat un company. En Fugain, no havent menjat mai una ostra abans, cruix la closca en comptes d'empassar-la.
Durant l'últim record de Fugain, Buron apareix al seu apartament i interactua amb ell. Després de sentir crits, surten de l'apartament i en Buron nota l'estranya semblança entre el veí espia de Fugain i un dels seus companys. Un cop fora, Buron demana a Fugain que reconstrueixi l'escena on descobreix el cos de la víctima.
Tornant a la realitat, Champonin, un col·lega de Buron, porta l'informe forense: l'home trobat mort per Fugain va ser víctima d'una "hemorràgia digestiva". És un accident i, per tant, Fugain espera ser alliberat. Abans de sortir de l'habitació, Champonin troba un ull a terra i dedueix que és el de Philippe.
Fugain intenta explicar-se però, al mateix temps, s'obre el teló: la comissaria és de fet l'escenari d'un teatre. El públic s'aixeca i aplaudeix, els personatges saluden. A més, Philippe, encara viu, surt de l'armari i es treu la disfressa; ell no té un sol ull. Tots són actors, excepte Fugain, que creia que era realment sospitós d'assassinat. Van a sopar junts a una cerveseria, evoquen la seva interpretació i les primeres crítiques que cauen.
En sortir del restaurant, Fugain, encara confós, agraeix a Buron aquesta experiència. Buron recupera la seva serietat i emmanilla en Fugain, anunciant que l'interrogatori es reprendrà al matí. Fugain és portat de tornada a la comissaria i Buron torna a casa.
En una escena posterior als crèdits, al teatre, el públic mira un teló abaixat.

## Repartiment

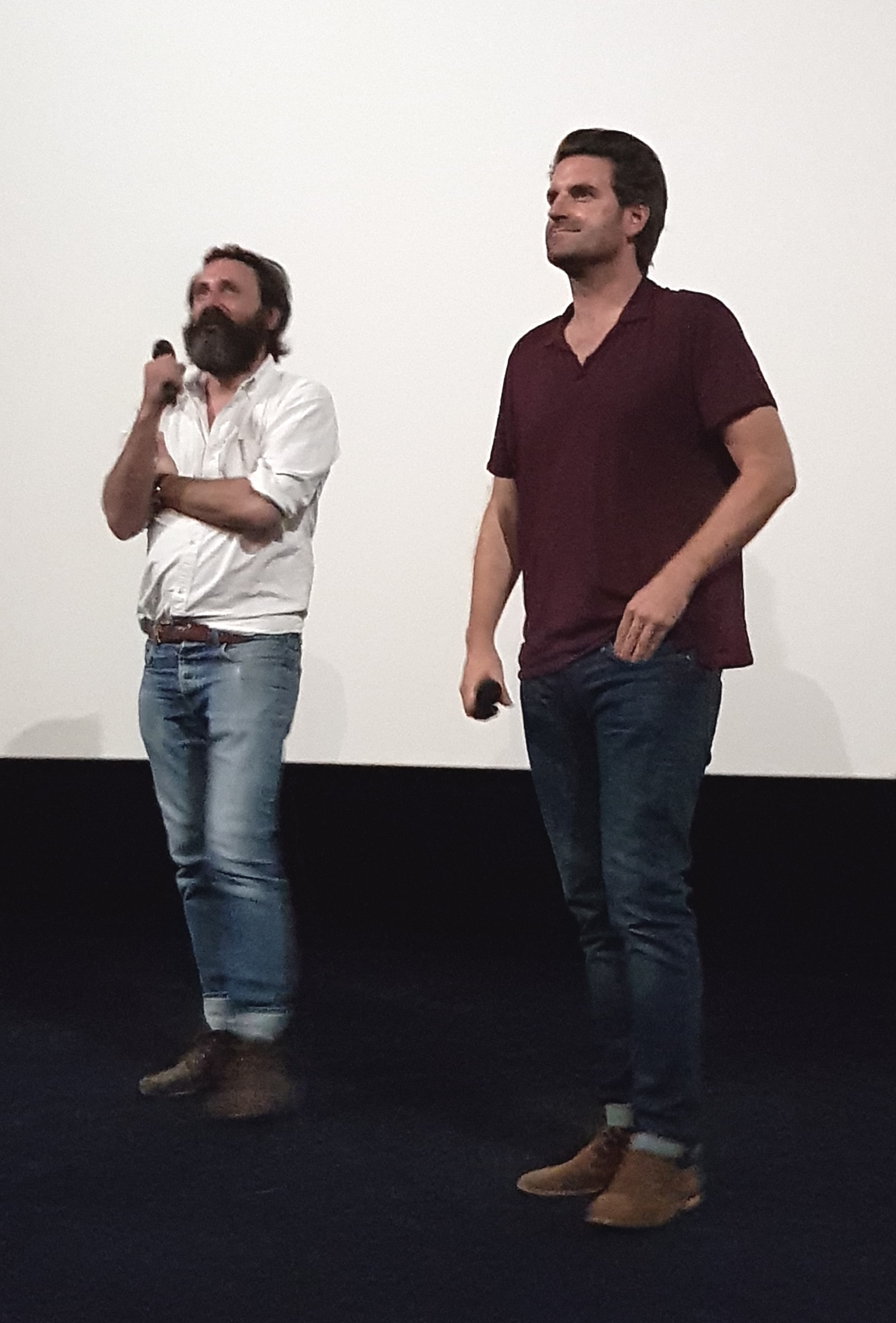
Quentin Dupieux i Grégoire Ludig, a l’estrena de la pel·Lícula

- Benoît Poelvoorde com a comissari Buron
- Grégoire Ludig om a Louis Fugain, el sospitós
  - Nahel Ange com a Louis Fugain (7 anys)
- Marc Fraize com a Philippe, un policia principiant amb un sol ull i el marit de la Fiona.
- Anaïs Demoustier com a Fiona, la dona de Philippe.
- Philippe Duquesne com a Champonin, un col·lega de Buron.
- Orelsan com a Sylvain, el fill de Buron.
- Jacky Lambert com a Franchet / Carine Lustain, una col·lega de Buron.
- Jeanne Rosa com a Narta
- Vincent Grass com a Daniel, la mestressa.
- July Messean com a Louise
- Johnny Malle com el cadàver de Chevalet
- Laurent Nicolas com a director
- Michel Hazanavicius com a policia número 1
- Pedro Winter com a policia número 2
- Alain Chabat com Screams of pain (cameo de veu). Dupieux va dir en el comentari d'àudio de la pel·lícula que era una referència al paper de Chabat a la seva pel·lícula anterior Réalité.

## Producció

### Càsting
Inicialment previst per a Albert Dupontel, el paper del comissari Buron és finalment interpretat per Benoît Poelvoorde.Abans d'acceptar el paper, no coneixia Quentin Dupieux. Va acceptar el paper després de llegir el guió que va descriure com un dels millors que ha llegit en la seva carrera. Dupieux va contactar amb Grégoire Ludig per Twitter per oferir-li el paper de Fugain.

### Música
La música de la pel·lícula va ser composta per David Sztanke. Sztanke, també conegut com Tahiti Boy, ja ha treballat amb Dupieux en la banda sonora de Wrong, estrenada el 2012. A diferència de les pel·lícules anteriors de Dupieux, la pel·lícula gairebé no conté música. Dupieux ha volgut donar prioritat al diàleg i a les veus per a la pel·lícula perquè considerava que posar la música de fons era una contradicció.

## Recepció

### Recepció crítica
Al lloc web de agregació de ressenyes Rotten Tomatoes, la pel·lícula té una puntuació d'aprovació del 88 % basada en 43 ressenyes, amb una puntuació mitjana de 7.4/10. El consens dels crítics del lloc web diu: "Per als espectadors que estan sintonitzats amb la longitud d'ona sovint absurda de Quentin Dupieux, Au poste ! ofereix un altre triomf deliciosament desenfrenat." Metacritic ha assignat una mitjana ponderada puntuació de 64 sobre 100, basada en 8 crítiques, que indica "crítiques generalment favorables". El lloc de cinema francès AlloCiné va donar a la pel·lícula una puntuació de 3,8/5 estrelles basada en 30 ressenyes.
Escrivint per The Hollywood Reporter, Jordan Mintzer va dir que "Com les altres pel·lícules de Dupieux, Au poste ! està plena d'esdeveniments estranys que no sumen gaire, però que, tanmateix, estan ben orquestrats i divertit de veure." Al costat de les crítiques franceses, Renan Cros de CinemaTeaser va dir: "El resultat parla per si sol: deixem aquesta porta tancada amb la improbable impressió d'haver pres un gran, molt gran, aire fresc. Absurd ? No, Dupieux." Sophie Rosemont de Rolling Stone . va dir que "Au poste! és una comèdia negra ben executada, que navega entre la tensió, el suspens i l'humor, crida a l'ordre el cinema francès."

### Reconeixements
| Any  | Premi                                                      | Categoria    | Receptor(s)       | Resultat  | Ref(s) |
| ---- | ---------------------------------------------------------- | ------------ | ----------------- | --------- | ------ |
| 2018 | LI Festival Internacional de Cinema Fantàstic de Catalunya | Millor guió  | Au poste!         | Guanyador | [ 7 ]  |
| 2019 | 9ns Premis Magritte                                        | Millor actor | Benoît Poelvoorde | Nominat   | [ 8 ]  |